# Смила
Смила (укр. Сміла) град је Украјини у Черкашкој области. Према процени из 2012. у граду је живело 68.667 становника.

## Становништво
Према процени, у граду је 2012. живело 68.667 становника.
| 1979.  | 1989.  | 2001.  | 2012.  |
| ------ | ------ | ------ | ------ |
| 62.282 | 79.449 | 69.681 | 68.667 |

## Партнерски градови
- Ржев